# Critical Condition
Critical Condition é um filme norte americano dirigido por Michal Apted, lançado no ano de 1987.
O filme conta a história de um criminoso que se finge de louco e se interna em um hospital como um "paciente".

## Elenco
- Joe Mantegna
- Rachel Ticotin
- Richard Pryor
- Rubén Blades
- Wesley Snipes